# Jim Riffey
James R. "Jim" Riffey (nascido em 14 de dezembro de 1923) é um ex-jogador norte-americano de basquete profissional que disputou uma temporada na National Basketball Association (NBA).

## Carreira

### Fort Wayne Pistons
Jim foi selecionado com a décima nona escolha da segunda rodada do draft de 1950 pelo Fort Wayne Pistons, depois de uma carreira universitária na  Universidade Tulane. Disputou 35 partidas pelos Pistons na temporada 1950–51, com o qual obteve média de 4,3 pontos e 1,7 rebotes.